# Petr Syrovátko
Petr Syrovátko (* 26. dubna 1967) je někdejší český lední hokejista, později pak podnikatel, majitel a prezident hokejového klubu Bílí Tygři Liberec.

## Život
Roku 1991 spolu s Jiřím Urbanem založil stavební společnost Syner, stal se spolumajitelem skupiny S group holding a vlastní i společnost Skytoll, která na Slovensku vybírala mýto. Roku 1994 vstoupil do libereckého hokeje a klub za jeho angažmá postoupil do první hokejové ligy a roku 2002 i do nejvyšší tuzemské soutěže, do extraligy. Po schválení stavby výstavby nové multifunkční arény (Home Credit Arena) libereckým zastupitelstvem v roce 2003, jejíž součástí je hokejový stadion pro Syrovátkem vlastněné místní hokejisty, budovala stavbu Syrovátkova firma Syner a po jejím dokončení se provozovatelem objektu stala další společnost z holdingu Syner.
Od dubna 2024 je obviněn v korupční kauze kolem majetkových operací radnice města Liberec.